# Kampfgeschwader 154
154-та бомбардувальна ескадра «Бельке» (нім. Kampfgeschwader 154 "Boelcke" (KG 154) — бомбардувальна ескадра Люфтваффе, що існувала у складі повітряних сил вермахту напередодні Другої світової війни. 1 квітня 1937 року її перейменували на 157-му бомбардувальну ескадру «Бельке» (KG 157).

## Історія
154-та бомбардувальна ескадра заснована 1 квітня 1936 року з базуванням в аеропорту Ганновер-Лангенгаген з «Hanseatische Fliegerschule e.V.». Ескадра була укомплектована і оснащена Do 11 і Do 23. 1 квітня 1937 року її перейменували на 157-му бомбардувальну ескадру «Бельке» (KG 157).

## Командування

### Командири
- оберстлейтенант Йоганнес Фінк (нім. Johannes Fink) (1 квітня 1936 — 1 квітня 1937).

### Командири I./KG 154
- оберстлейтенант Роберт Кнаусс (нім. Robert Knauss) (1 квітня 1936 — 1 квітня 1937).

### Командири II./KG 154
- оберстлейтенант, дипломований інженер Йозеф Гільгерс (нім. Josef Hilgers) (1 квітня 1936 — 1 квітня 1937).

## Основні райони базування 154-ї бомбардувальної ескадри

### Основні райони базуванняштабуKG 154
| 1 квітня 1936 — 1 квітня 1937 | Ганновер-Лангенгаген | Do 23, He 111 |

### Основні райони базування I./KG 154
| 1 квітня 1936 — 1 квітня 1937 | Ганновер-Лангенгаген | Do 23, He 111 |

### Основні райони базування II./KG 154
| 1 квітня 1936 — 1 квітня 1937 | Вунсторф | Ju 52 |